# Pereslávia
Pereslávia (em latim: Pereslavia; em russo: Переславль-Залесский; romaniz.: Pereslavl-Zalessky), é uma cidade da Rússia, que fica no oblast de Jaroslávia. Segundo censo de 2019, havia 38 255 habitantes. Possui 22,9 quilômetros quadrados.